# Capacidade de carga turística
No Brasil, a capacidade de carga turística significa, para o Planejamento do turismo, a tentativa de estudar o perfil do destino turístico na tentativa de identificar qual o número de visitantes que a localidade comporta sem depreciar o seu patrimônio. Em outras palavras, “é a população máxima de determinadas espécies que uma área pode suportar sem reduzir sua capacidade de suportar essas espécies no futuro”.
Segundo Elizabeth Boo: "Capacidade de Carga Turística é o número máximo de visitas num determinado período de tempo (dia ou mês ou ano) que uma área pode suportar, antes que ocorram alterações no meio físico e social”.
A capacidade de carga é um instrumento de manejo aplicado em estratégias de controle de fluxos turísticos em áreas naturais e, segundo Cifuentes (1992), é resultado de uma apropriação do conceito utilizado na gestão de pastagens, para determinar o número de animais que podem ser mantidos em determinada área de pasto. No turismo, sua adoção consiste no cálculo de um número máximo de visitas/dia que uma determinada área natural pode suportar
As principais críticas a esse instrumento referem-se ao fato de que estabelecer número de visitantes para áreas naturais tem sido muito mais um conceito intuitivo do que científico e que a magnitude do impacto não é necessariamente condicionada pelo número de pessoas. Na verdade, a prática de limitar o número de visitantes é, muitas vezes, uma solução imprópria e simplista.

## Tipos de capacidade de carga turística
- Ambiental: o número máximo de visitantes que podem ser recebidos antes que tenham início os danos ao meio ambiente;
- Econômica: o número máximo de visitantes que podem ser recebidos antes que a localidade comece a sofrer problemas econômicos;
- Física: o número de visitantes que um lugar pode comportar fisicamente;
- Operacional: o número máximo de visitantes que podem ser atendidos pela infraestrutura local;
- Perceptiva: o número de visitantes que um lugar pode receber antes que sua reputação comece a ser afetada de maneira negativa;
- Social: o número máximo de visitantes a serem recebidos, de modo a não causar perturbação social ou prejuízo cultural.[5]